# Thirteen Senses

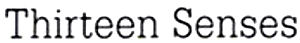
logo

Thirteen Senses is een Britse indieband uit Penzance, Cornwall en is opgericht in 2001.
Na enkele ep's verschijnt in 2003 hun eerste (demo-)album op een onafhankelijk label. Diverse nummers daarvan worden later opnieuw opgenomen voor hun eerste release op een groot label: het album The Invitation, dat op 27 september 2004 verschijnt. Het bevat singles als Thru The Glass, Do No Wrong en Into The Fire, die alle drie de Britse hitlijsten haalden. In Nederland haalde alleen Thru The Glass de radio. Into The Fire werd gebruikt voor de populaire Amerikaanse televisieserie Grey's Anatomy.
Na een toer door het Verenigd Koninkrijk en Europa in 2005 duikt de band opnieuw de studio in. Hun tweede album op een groot label is Contact. Dit verschijnt in april 2007, met All The Love In Your Hands als eerste single. In het voorjaar van 2010 komt het derde album, Crystal Sounds op internet uit. Eerste single daarvan is Home, dat in januari 2009 al gebruikt werd in Kyle XY, een Amerikaanse dramaserie. De release van Crystal Sounds op cd laat op zich wachten tot 21 februari 2011.
Op 27 februari 2013 maakt de band via Facebook en Twitter bekend dat de opnames van het vierde album bijna zijn afgerond. Dit album, getiteld A Strange Encounter, verschijnt uiteindelijk op 5 mei 2014. Het is het eerste album van de band dat alleen digitaal uitkomt.

## Bandleden
- Will South (zang/gitaar/piano)
- Tom Welham (gitaar/achtergrondzang)
- Adam Wilson (bas)
- Brendon James (drums)

## Discografie
Ep's
- Inside A Healing Mind (2002)
- No Other Life Is Attractive (2002)

Demo-album
- Falls in the Dark (2003)

Albums
- The Invitation (2004)
- Contact (2007)
- Crystal Sounds (2010/2011)
- A Strange Encounter (2014)

Singles
- Do No Wrong (2004)
- Into The Fire (2004)
- Thru The Glass (2005)
- The Salt Wound Routine (2005)
- All The Love In Your Hands (2007)
- Follow Me (2007)
- Under The Sun (2007), alleen als promo
- The Loneliest Star (2011)
- Home (2011)